# Yuri Levitan
Yuri Borisovich Levitan (em russo:  Юрий Борисович Левитан; Vladimir, 2 de outubro de 1914 – Belgorodsky, 4 de agosto de 1983) foi o principal locutor de rádio da União Soviética durante e após a Segunda Guerra Mundial. Ele anunciou na Rádio Moscou todos os principais eventos internacionais nas décadas de 1940-1960, incluindo o ataque alemão à União Soviética em 22 de junho de 1941, a rendição da Alemanha em 9 de maio de 1945, a morte de Joseph Stalin em 5 de março de 1953 e o primeiro voo espacial tripulado em 12 de abril de 1961.

## Biografia
Levitan nasceu em Vladimir, numa família de judeus, onde seu pai era alfaiate. Levitan viajou para Moscou no início dos anos 1930, na esperança de se tornar ator, mas não obteve sucesso. No entanto, ele obteve destaque em uma estação da Rádio Moscou devido à sua voz profunda e característica. Em janeiro de 1934, após ouvir a transmissão, Josef Stalin ligou para a estação de rádio e solicitou que Levitan se tornasse responsável pela leitura de seus anúncios. Consequentemente, Levitan não se tornou apenas o locutor pessoal de Stalin, mas a principal personalidade do rádio soviético.
Por causa da invasão alemã à União Soviética em 22 de junho de 1941, em outono de 1941 as estações da Rádio Moscou foram desativadas para evitar bombardeios. De tal forma, Levitan foi evacuado para Sverdlovsk, e passou a morar a em um local secreto, enquanto a Alemanha garantia pagar 250 mil marcos para quem o matasse. Em março de 1943, ele foi secretamente transportado para Kuybyshev, e lá conheceu Comitê de Rádio Soviético. Mesmo durante os anos longe de Moscou, seus relatórios seguiram sendo anunciados com o que tornou sua marca registrada "Atenção, aqui é Moscou falando!" (em russo:  Внимание, говорит Москва!). Levitan fez cerca de 2.000 anúncios de rádio durante a guerra; e, durante a década de 1950, ele gravou em estúdio diversas recriações de muitos de seus anúncios para fins de arquivo.
Após o fim da guerra, Levitan passou a relatar eventos na Praça Vermelha e proclamações estatais. Entre 1978 e 1983, ele anunciou o "Minuto de Silêncio" anual feito pela União Soviética em memória dos que tombaram durante a Segunda Guerra Mundial. Em 1980 foi agraciado com o título de Artista do Povo da URSS.

## Morte
Em 1983, ao 68 anos, Levitan morreu vítima de um ataque cardíaco. Ele foi enterrado em Moscou, no Cemitério Novodevichy.

## Legado
Em Vladimir, cidade natal de Levitan, há uma rua com o seu nome e um monumento em sua homenagem. Monumentos em sua homenagem também foram erguidos em Volgogrado e em seu túmulo em Moscou, nas cidades de Almaty, Dnipro, Odessa, Orsk, Tver e Ufa há ruas com seu nome. Também levam seu nome, um avião de passageiros da Aeroflot  e um navio cargueiro.

## Galeria

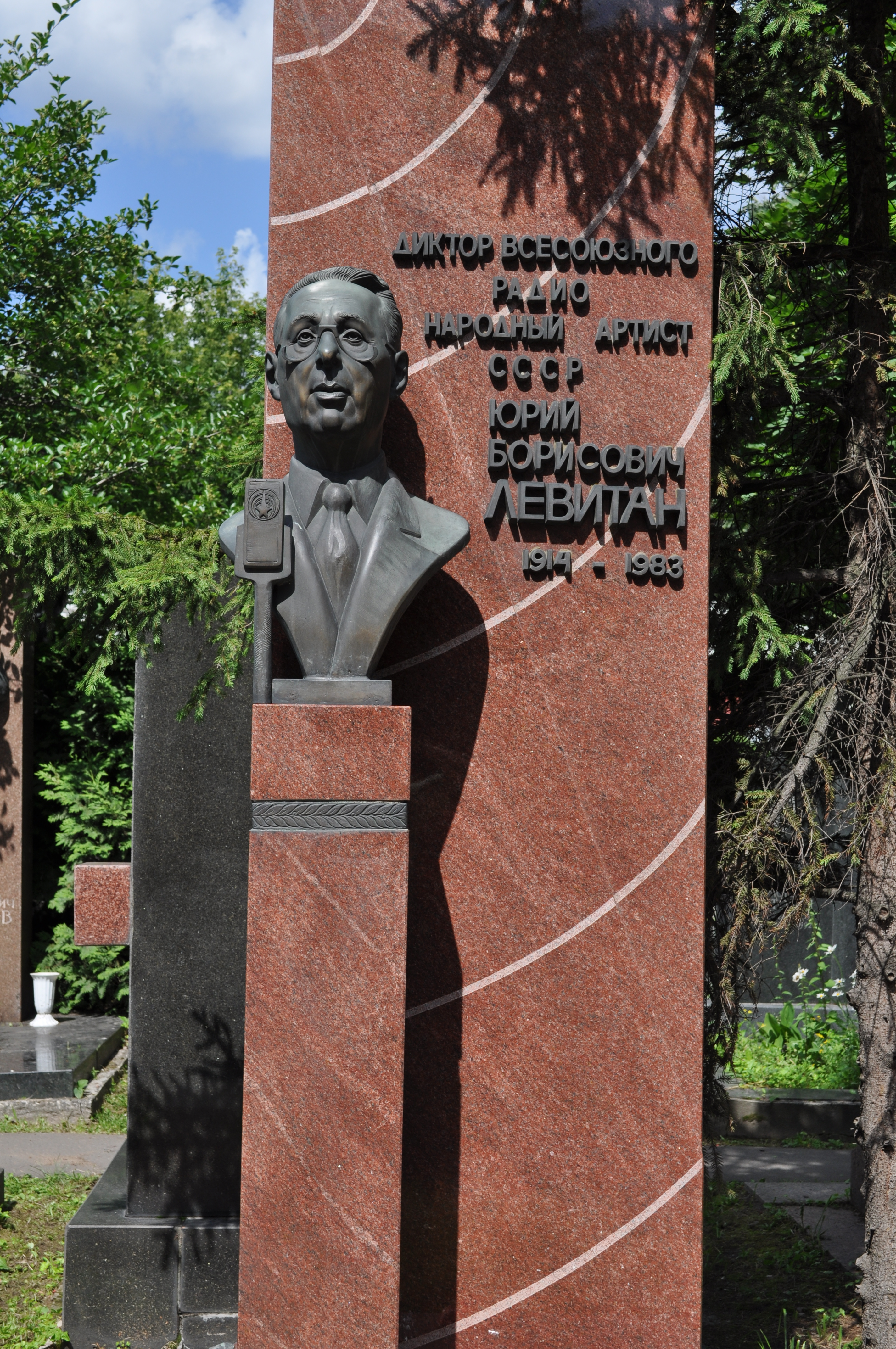
Local onde está enterrado Levitan, em Moscou
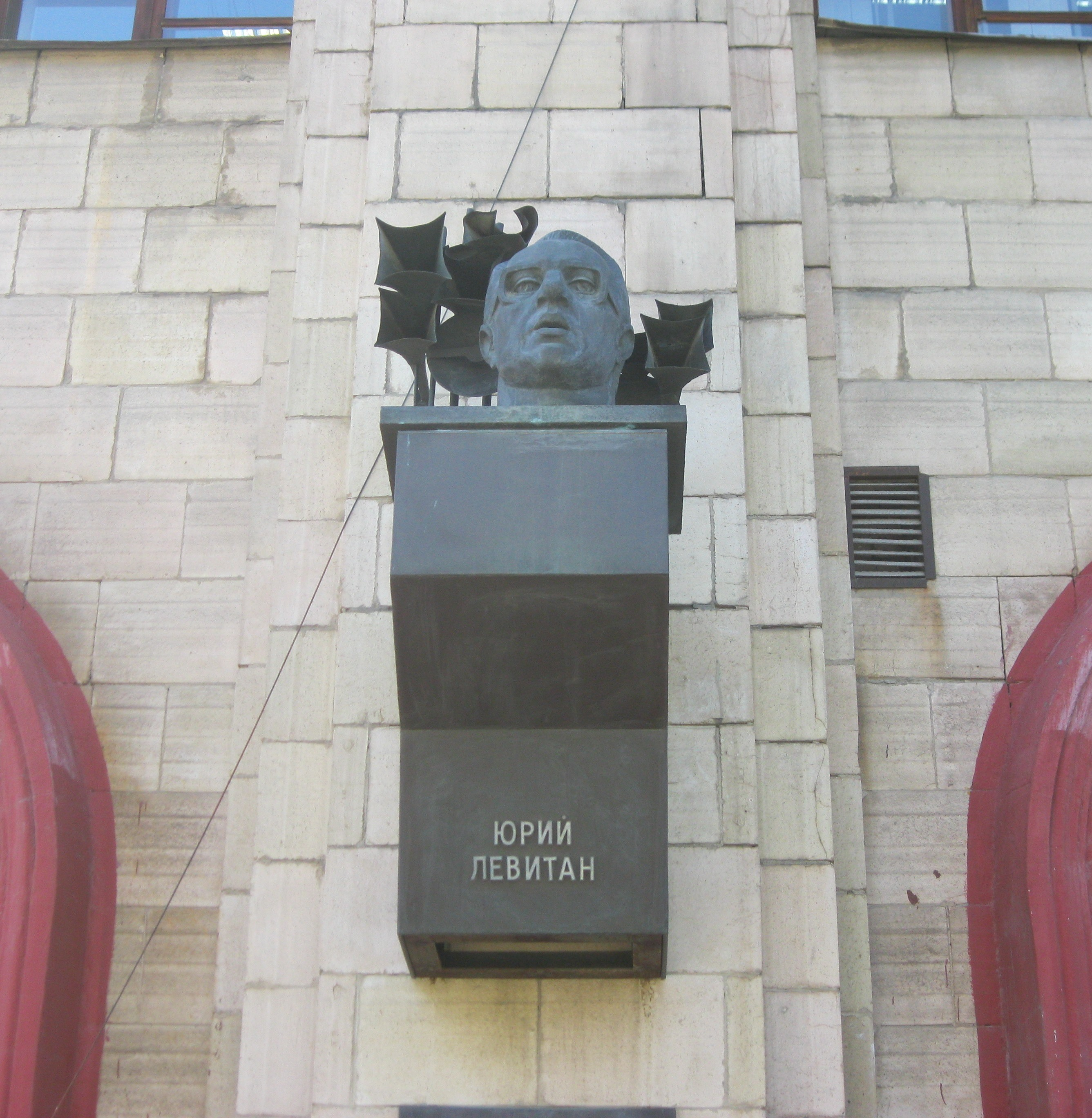
Homenagem ao radialista em Saratov
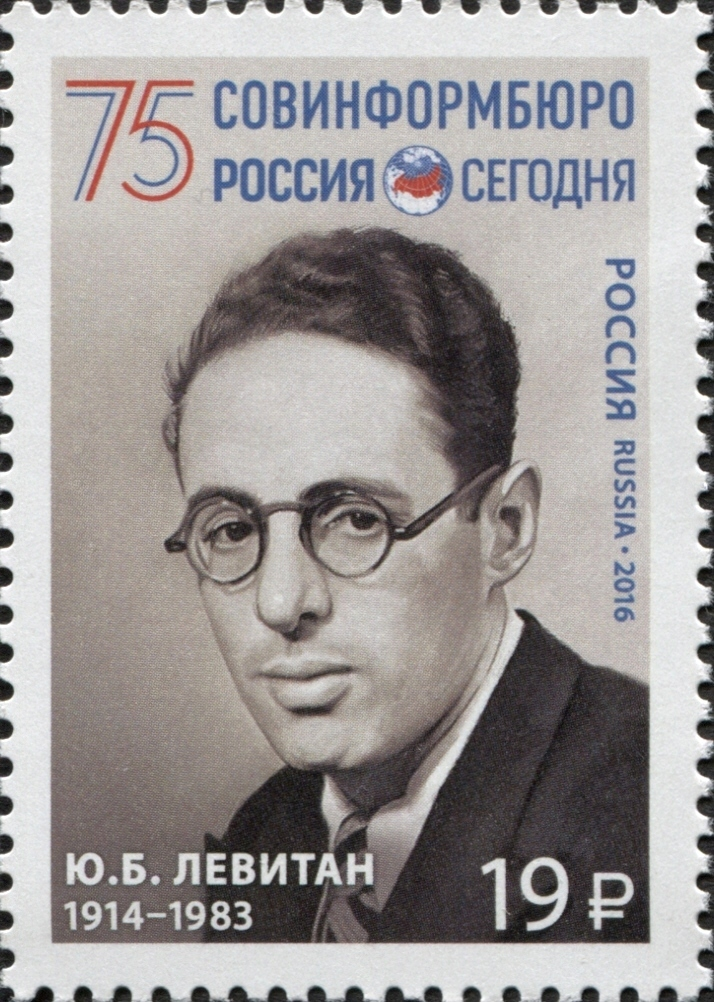
Selo postal russo de 2016 em homenagem ao radialista
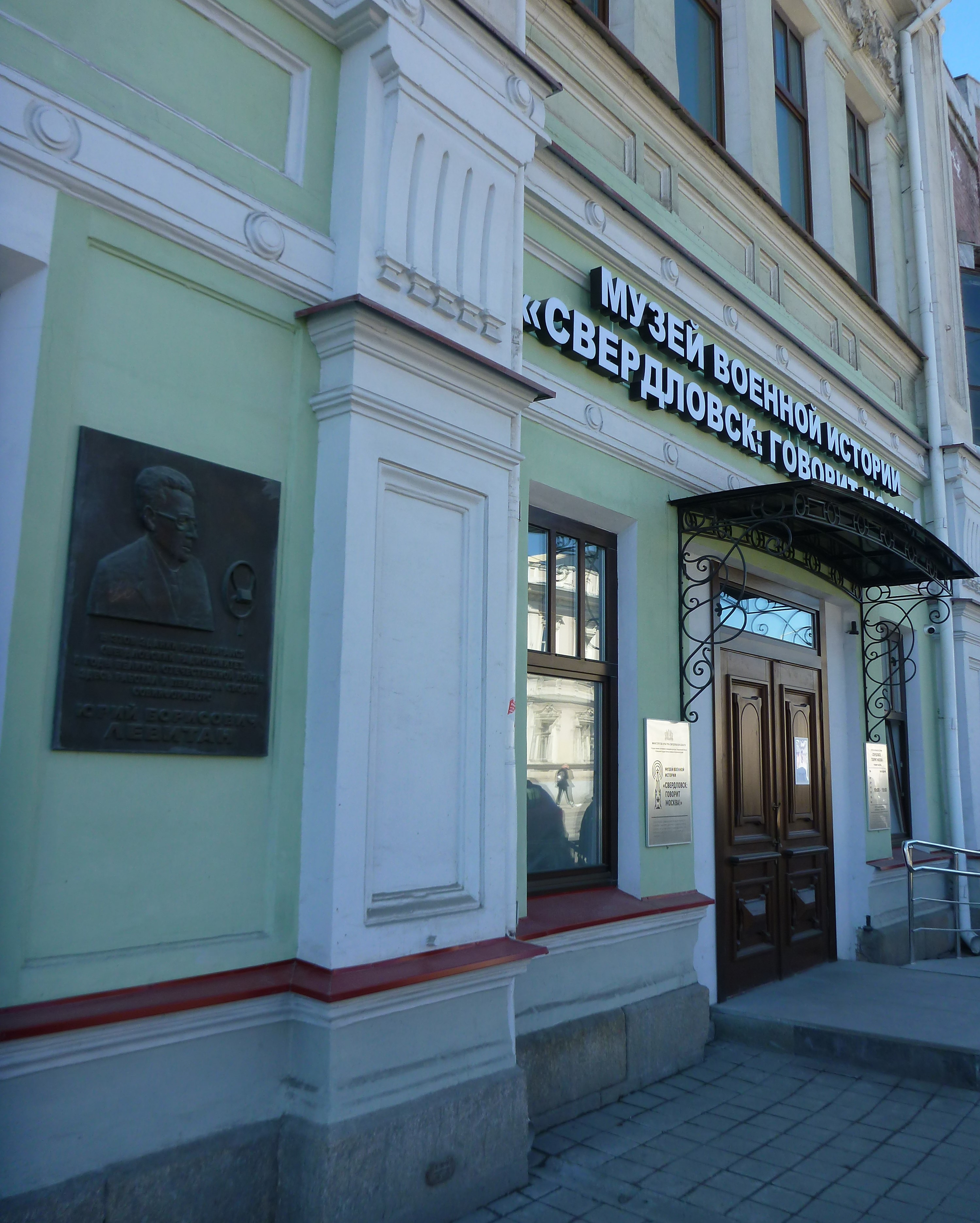
Durante a Segunda Guerra, Levitan trabalhou nesse prédio. Hoje, funciona o Museu de História Militar "Rádio Moscou" e conta com uma placa em sua homenagem na fachada.
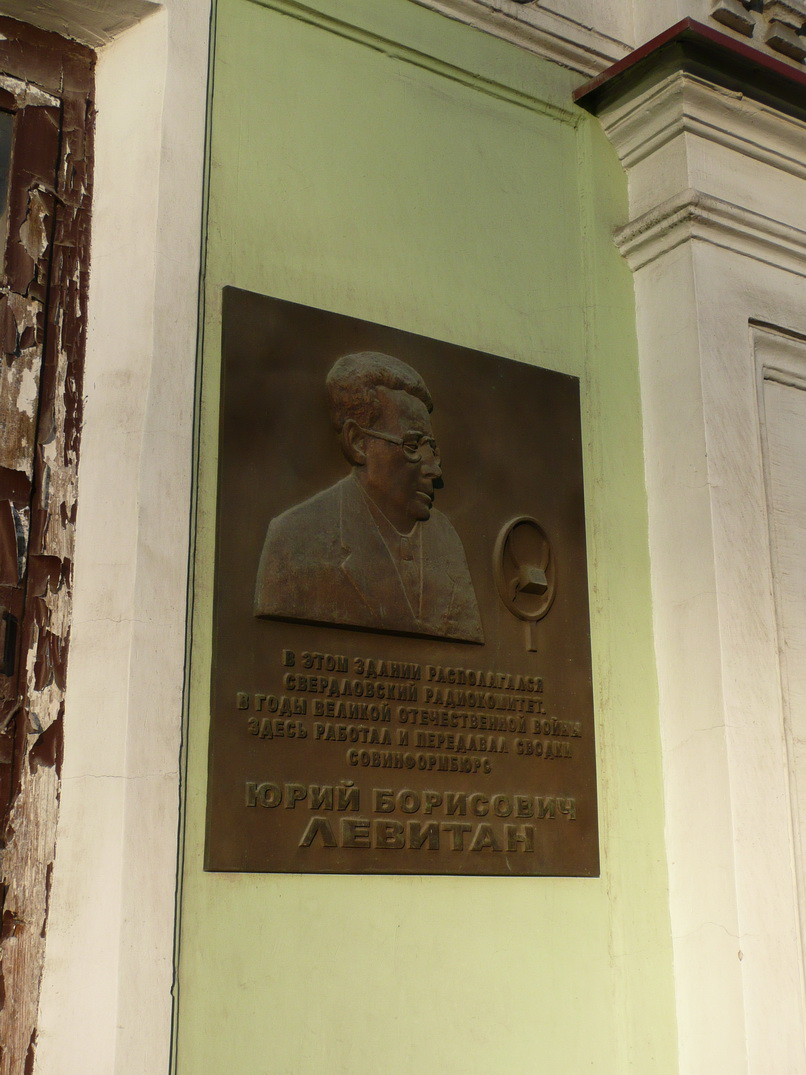
Placa do Museu de História Militar "Rádio Moscou"